# Schoenorchis manilaliana
Schoenorchis manilaliana là một loài thực vật có hoa trong họ Lan. Loài này được M.Kumar & Sequiera mô tả khoa học đầu tiên năm 2000.